# Oude Gemeentehuis (Putte)

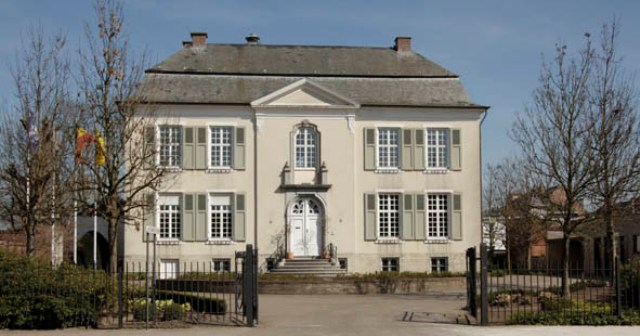
Oud gemeentehuis

Het oude gemeentehuis is een bouwwerk in de Antwerpse plaats Putte, gelegen aan de Alice Nahonstraat 4.

## Geschiedenis
In 1191 werd door Paus Clemens III de Orde der Hospitaalridders van Onze-Lieve-Vrouw-der-Teutonen als zodanig erkend. Deze had in Mechelen een huis dat de naam Commanderij van Pitzemburg droeg. De ridders gingen regelmatig jagen in het Waverwoud en hadden daar ook bezittingen. In 1748 lieten ze een huis van plaisantie bouwen in Putte. Het betrof een omgracht slot in rococostijl. Mogelijk werd het ontworpen door Jan Pieter van Baurscheidt de Jonge. 
Tijdens de Franse revolutie werd het slot onteigend en openbaar verkocht. Het werd aangekocht door de familie Jan-Baptist Borré, die notaris was. Er hebben verschillende notarissen gewoond. In 1937 werd het slot gekocht door de gemeente Putte. Het werd gerenoveerd en in 1943 in gebruik genomen als gemeentehuis. Daarna werd het nog meermaals verbouwd. De gracht werd gedempt en ook de tuin verdween grotendeels.
In 2010 verliet de gemeente dit pand en betrok een modern gemeentehuis aan het Gemeenteplein 1. Het slot ging dienst doen als naschoolse opvang, onder de naam Villa Kakelbont.

## Gebouw
Het betreft een dubbelhuis met twee bouwlagen. Het middenrisaliet bevindt zich onder een driehoekig fronton.